# Сафранболу
Сафранболу (грец. Σαφράμπολις, Saframpolis, Safranbolu) — місто та район провінції Карабюк у Причорноморському регіоні Туреччини. 

## Назва
Історичні назви міста в грецькому були Theodoroupolis (Θεοδωρούπολις, тобто містом Феодора або Феодори), пізніше Saframpolis (Σαφράμπολις). Колишні назви турецькою мовою були Заліфре та Таракліборлу. Він був частиною провінції Кастамону до 1923 року та провінції Зонгулдак між 1923 і 1995 роками. 
Назва міста походить від шафрану та грецького слова polis (πόλις), що означає «місто»,   оскільки Сафранболу був центром вирощування шафрану. Сьогодні шафран досі вирощують у селі Давутобасі на схід від Сафранболу, за 22 кілометри від міста.   

## Географія
Місто знаходиться близько 9 км на північ від міста Карабук, 200 км на північ від Анкари і близько 100 км на південь від узбережжя Чорного моря. Район займає площу 1000 кв км,  і місто лежить на висоті 485 м.   

## Населення
За даними перепису населення 2000 року населення району становило 47 257, з яких 31 697 проживало в місті Сафранболу. 
За даними Османського загального перепису 1881 / 82-1893 років, каза Сафранболу мала 52 523 населення, що складалося з 49 197 мусульман та 3 326 греків. 

## Історія
Старе місто зберігає багато історичних будівель: 1 приватний музей, 25 мечетей, 5 гробниць, 8 історичних фонтанів, 5 турецьких лазень, 3 караван-сараї, 1 історична вежа з годинником, 1 сонячний годинник та сотні старовинних будинків та особняків. Також є кургани давніх поселень, скельні гробниці та історичні мости. Старе місто розташоване у глибокому яру на досить сухому місці у дощовій тіні гір. Нове місто розкинулося на плато приблизно в двох кілометрах на захід від Старого міста.   
Сафранболу було внесено до списку об’єктів Всесвітньої спадщини ЮНЕСКО у 1994 році завдяки його добре збереженим будинкам та архітектурі в епоху Османської епохи. 

## Галерея

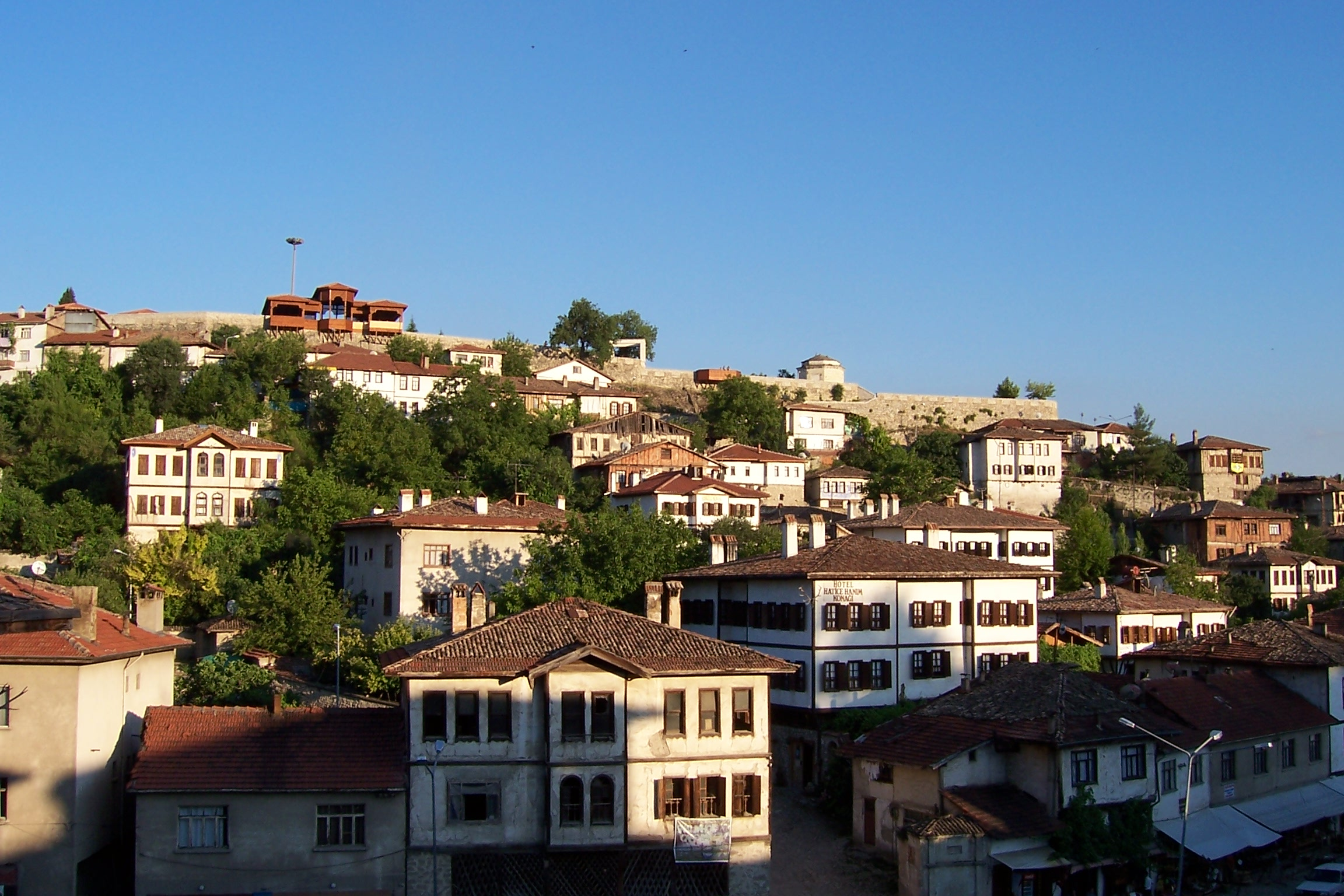
Загальний вигляд
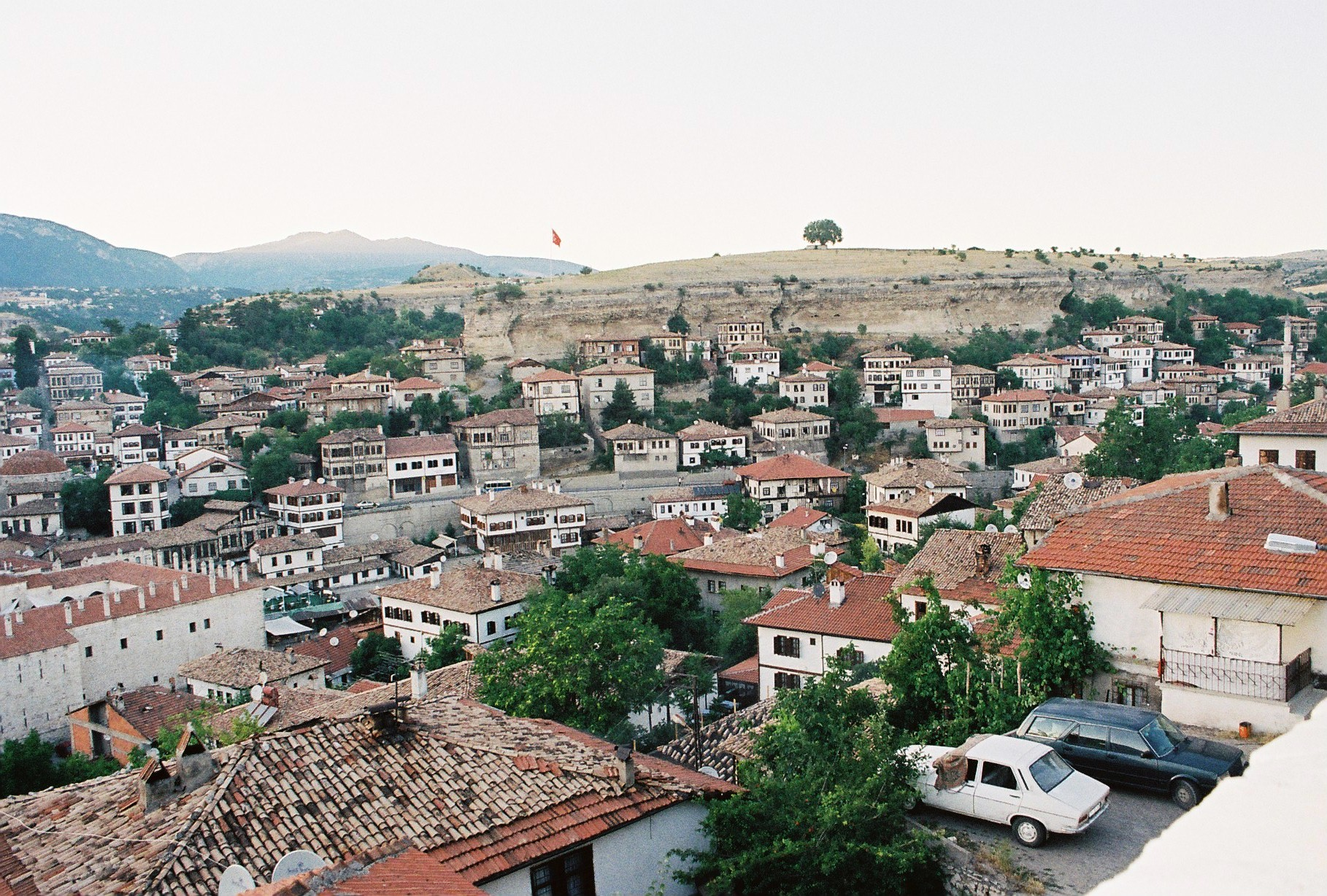
Загальний вигляд
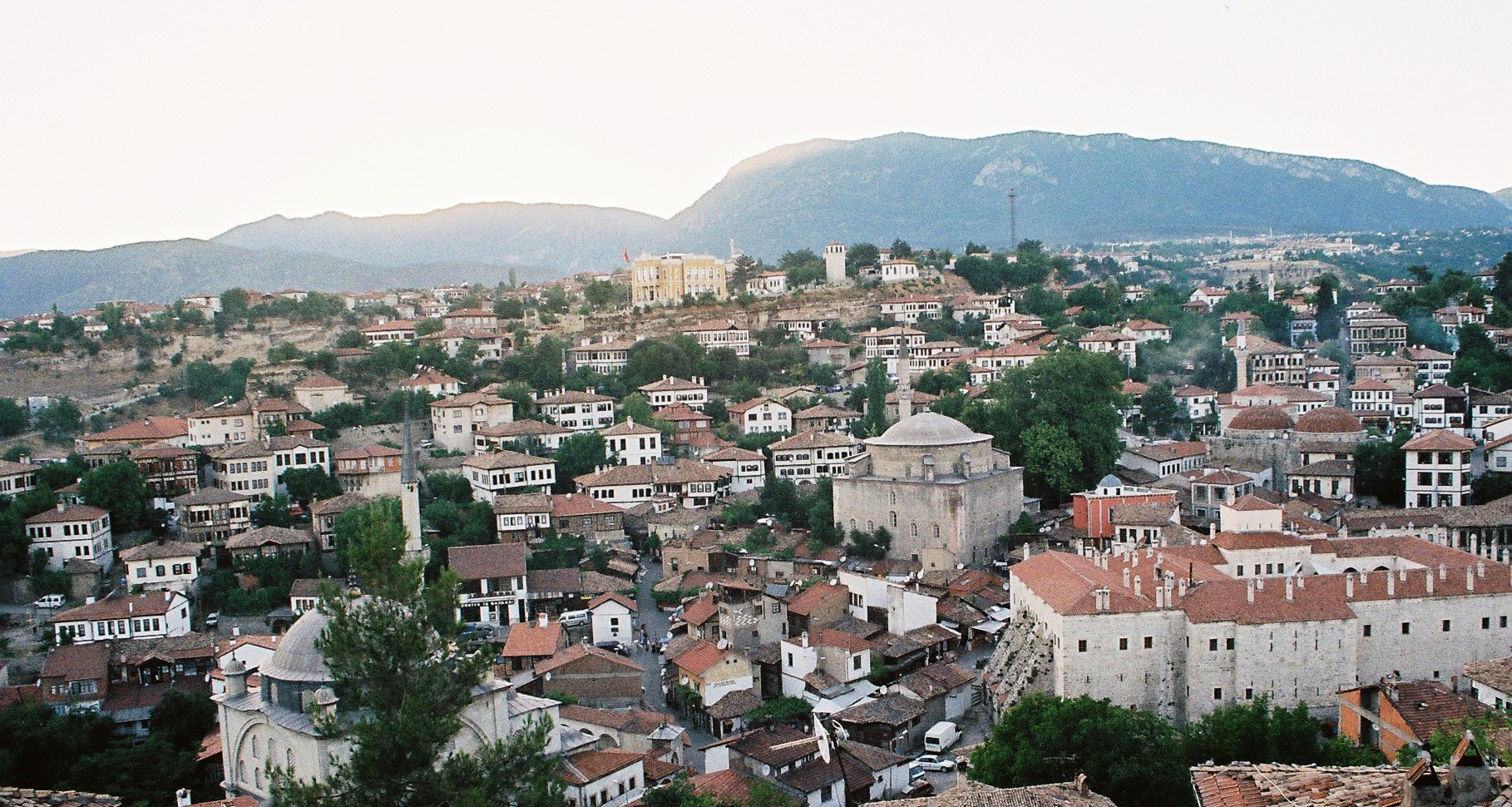
Загальний вигляд
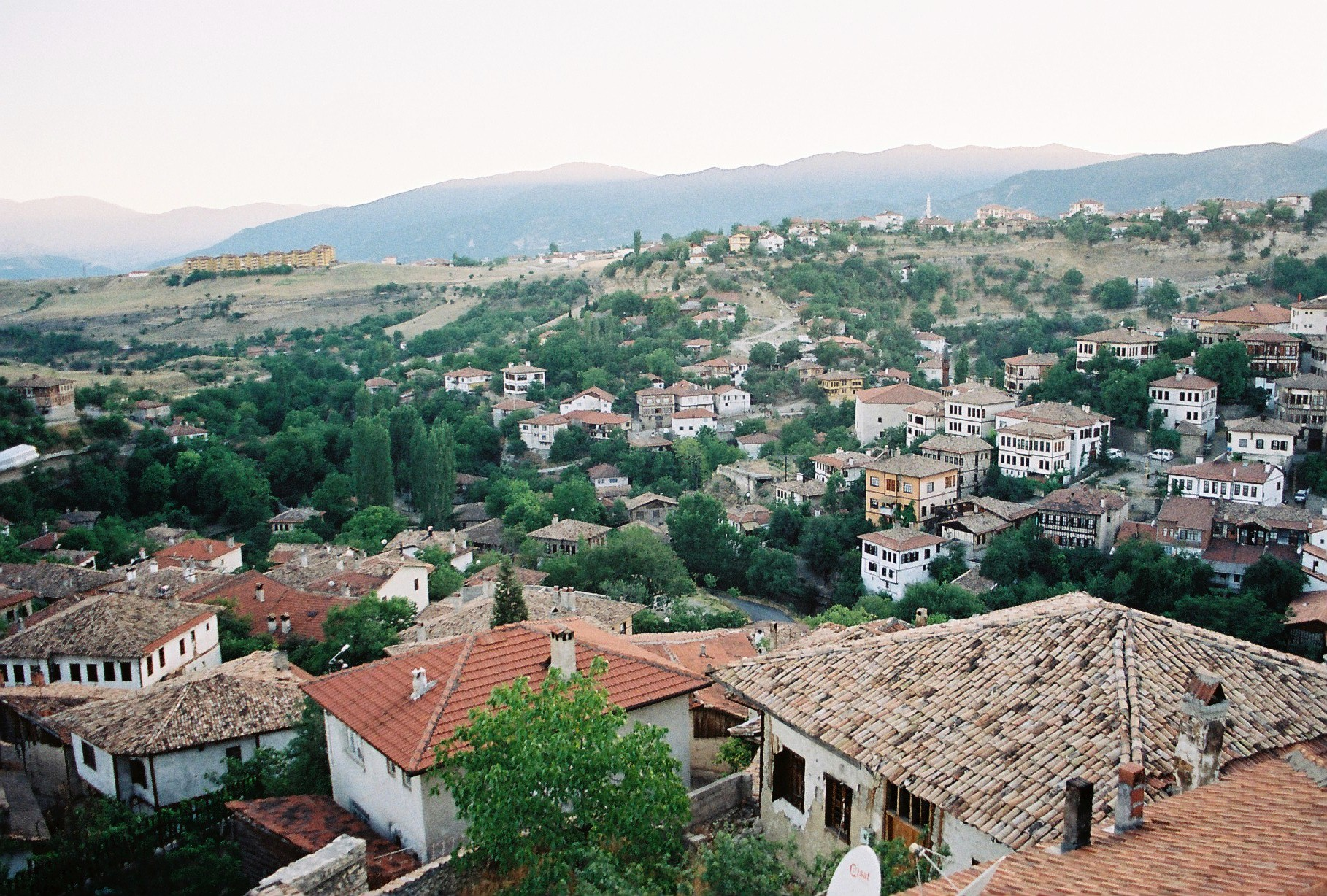
Загальний вигляд
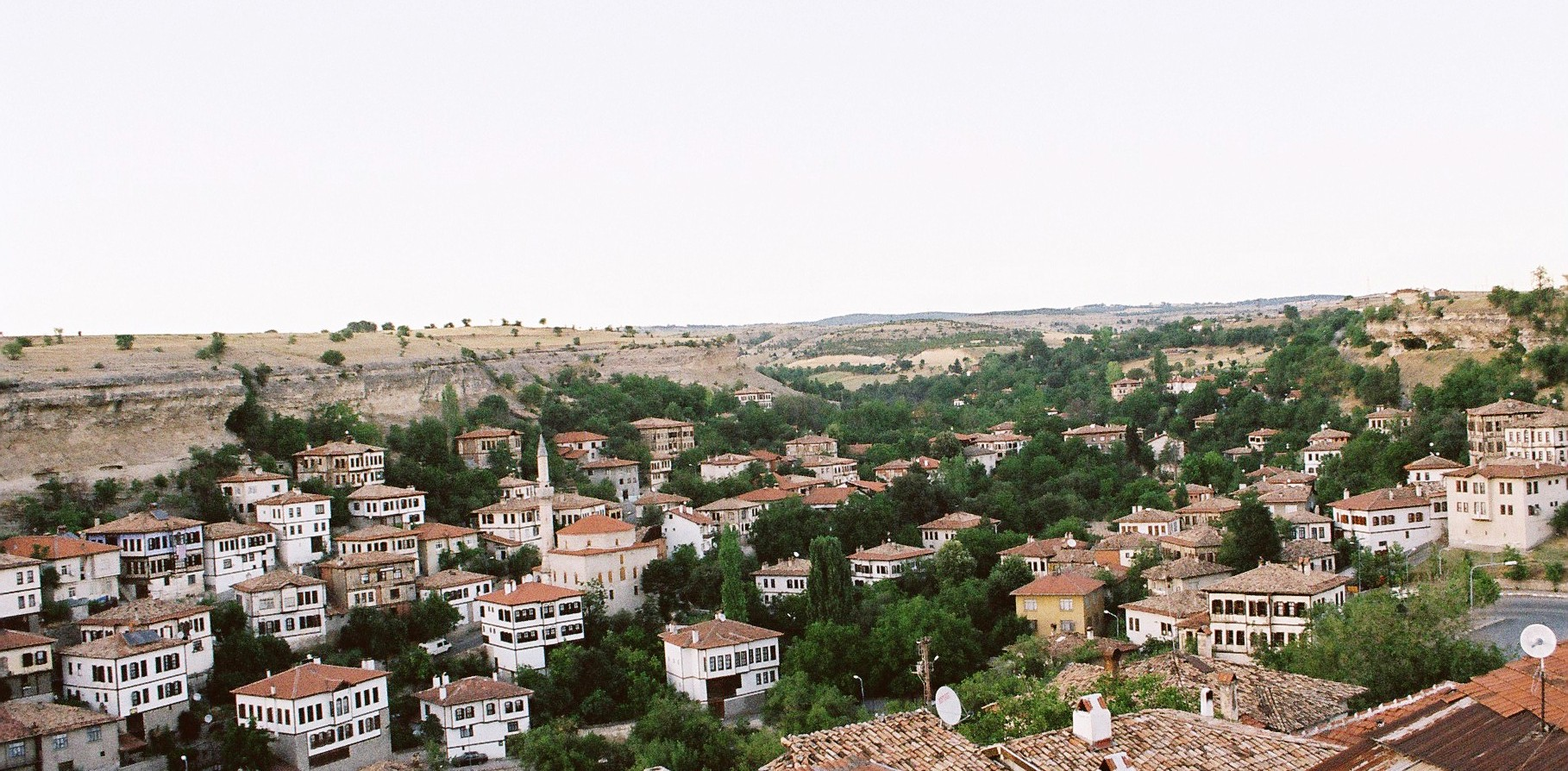
Загальний вигляд
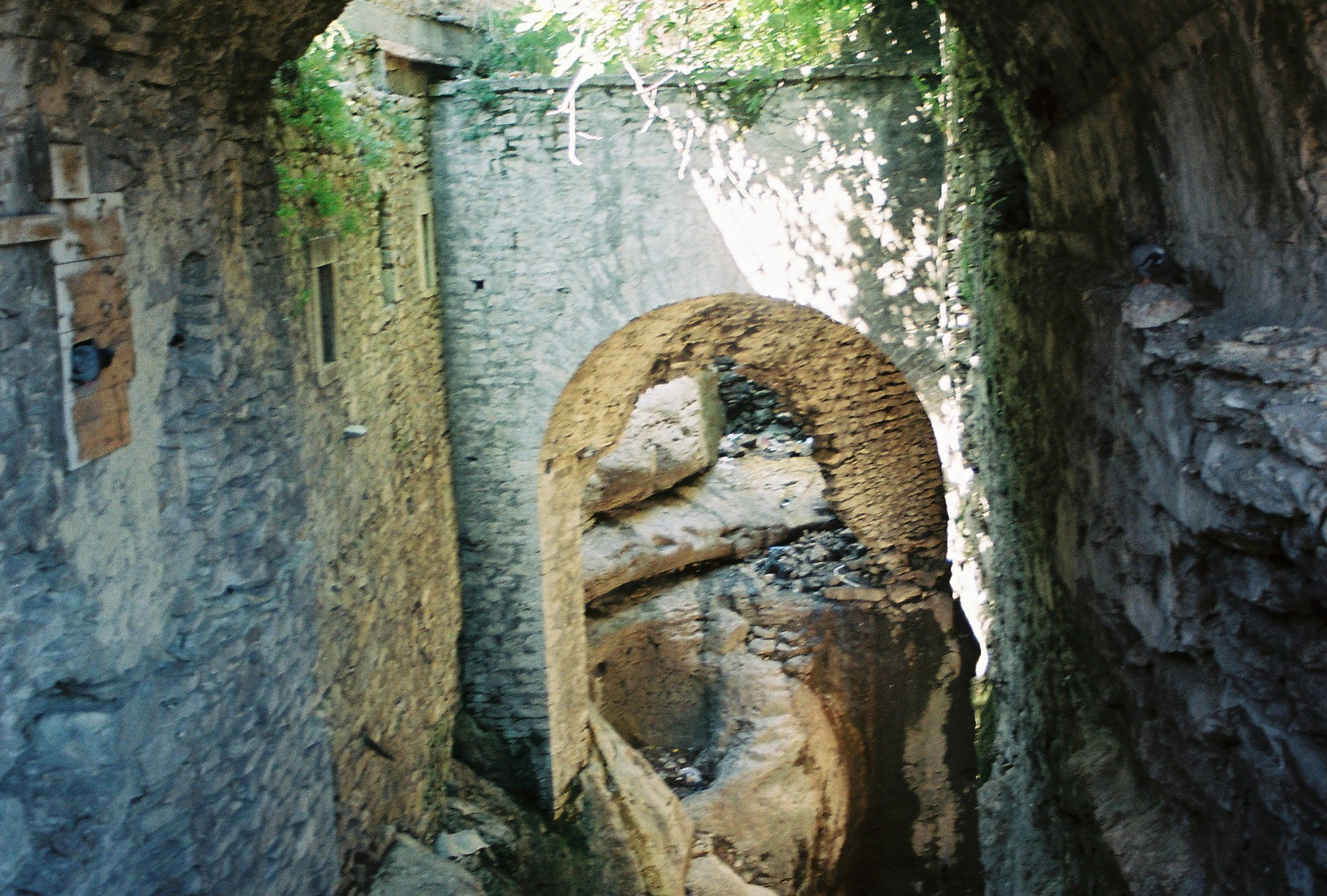
Римські арки на протоці між будівлями та вулицями в історичному центрі
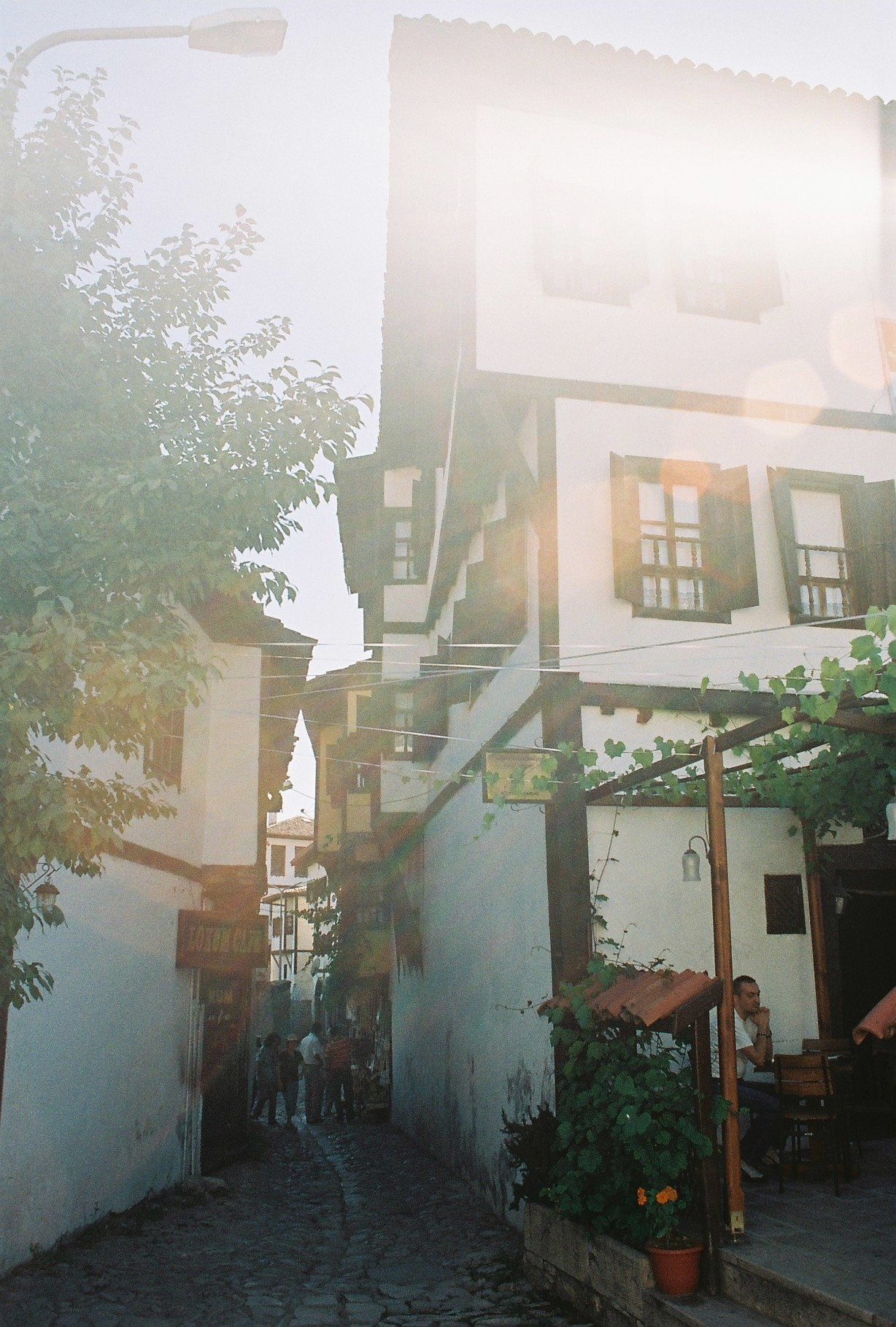
Вулиця в історичному центрі
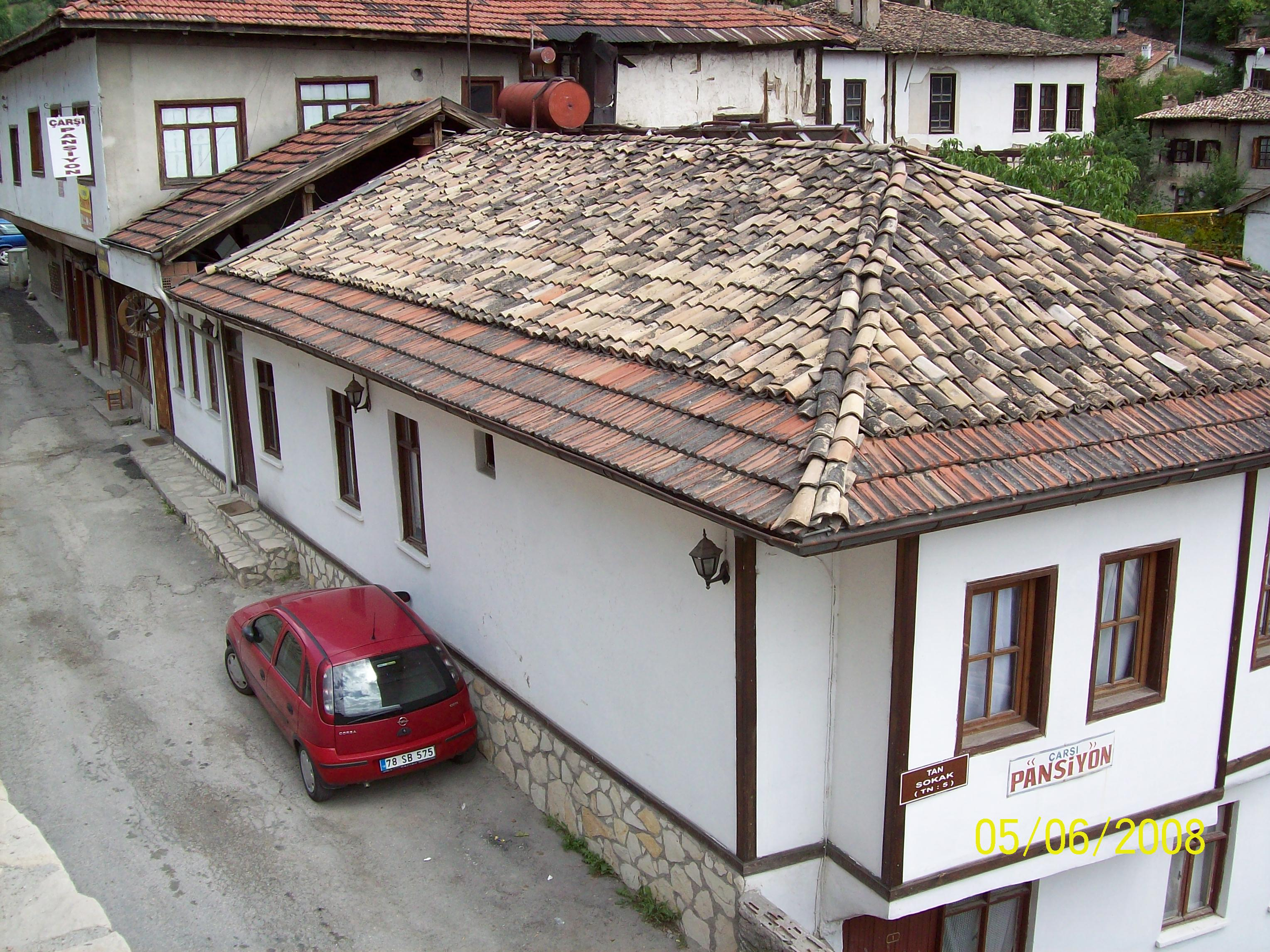
Сафранболу Пансіон
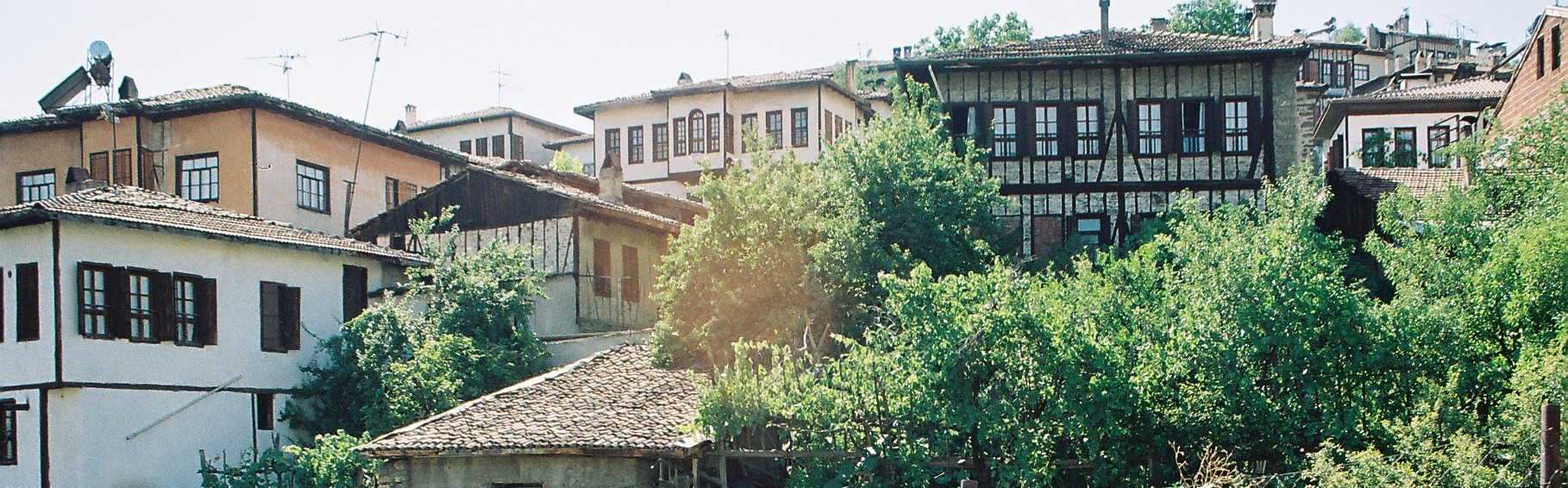
Традиційні будинки
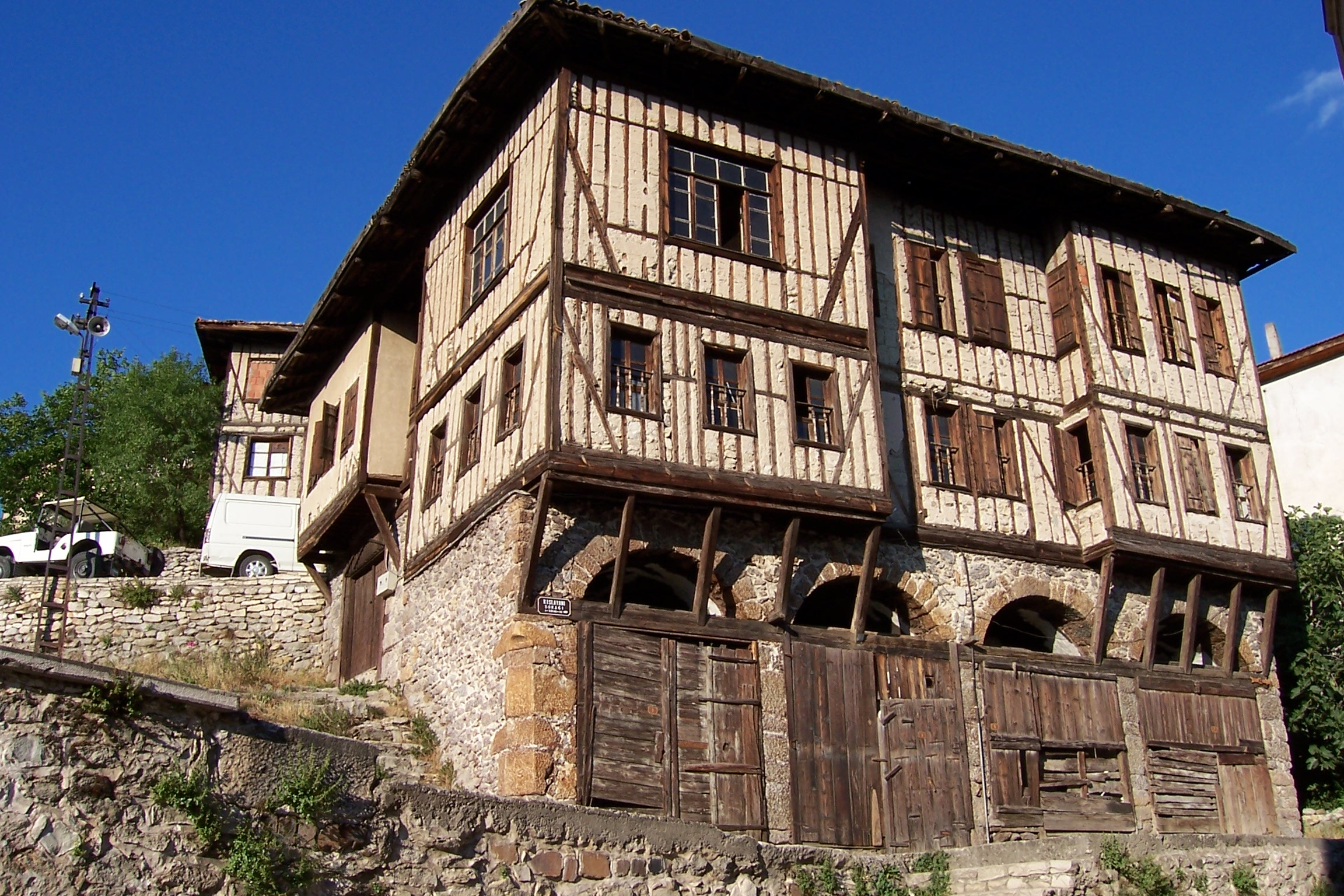
Традиційні будинки
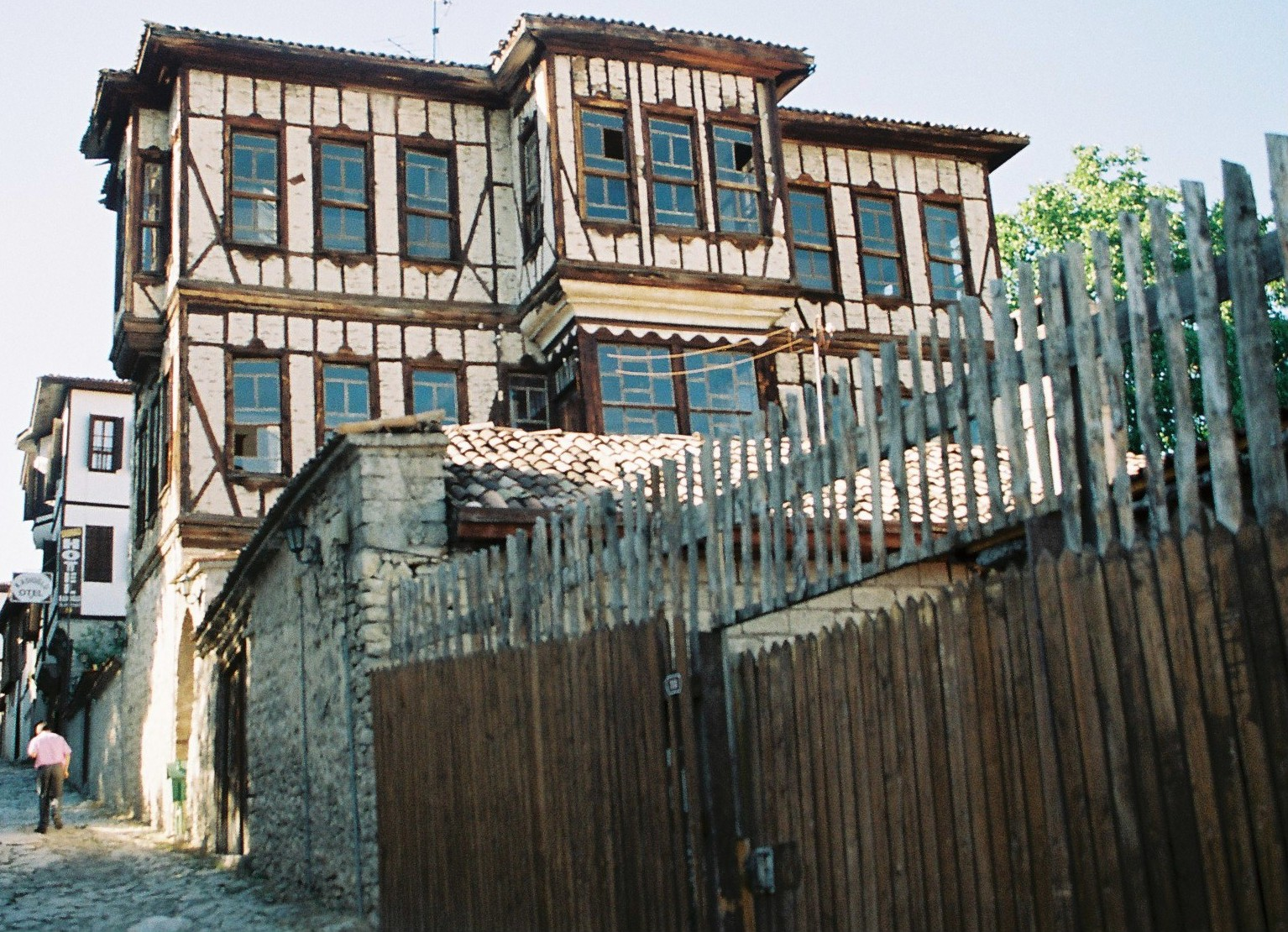
Традиційні будинки
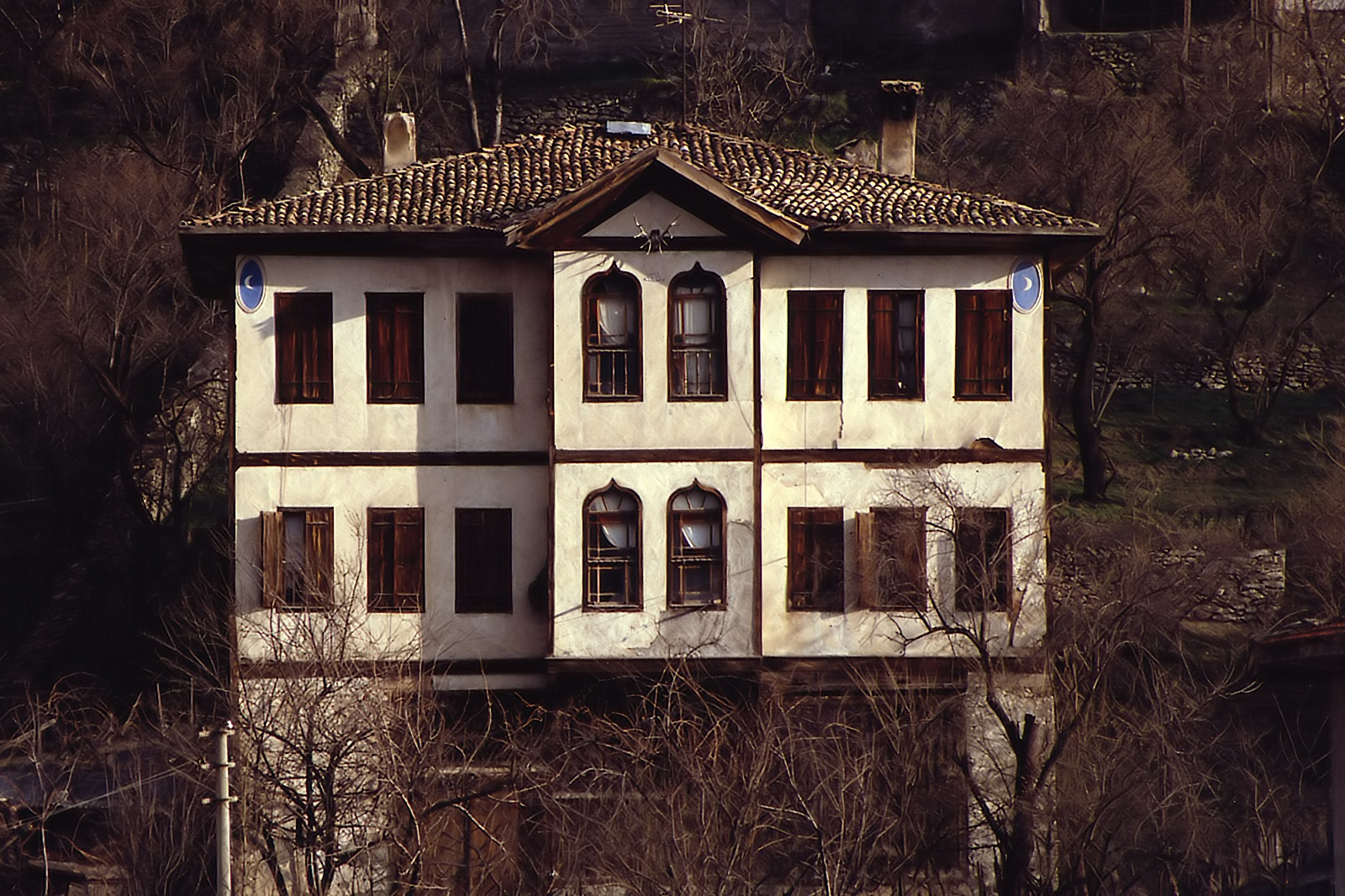
Традиційні будинки
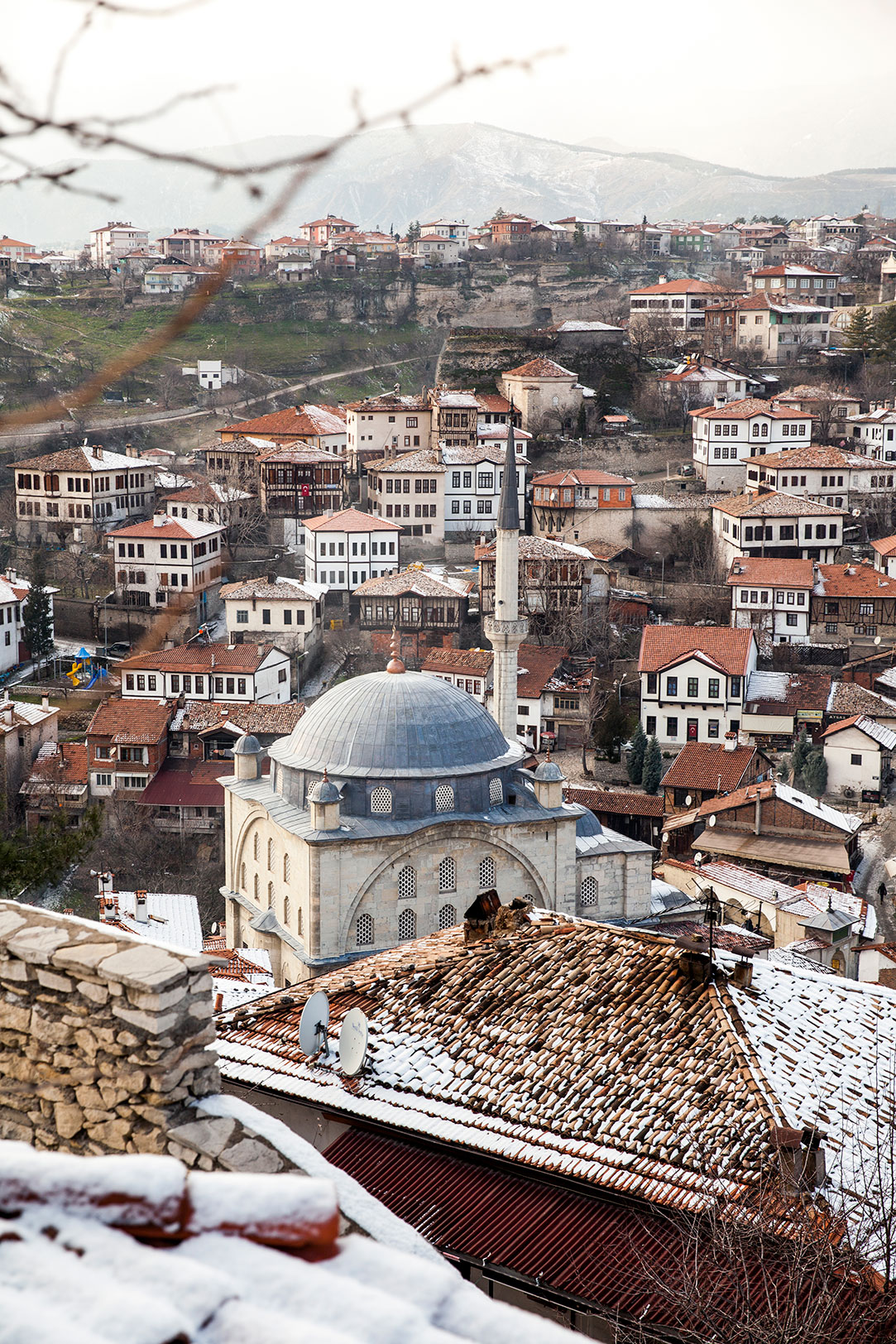
Сафранболу та мечеть Ізет Мехмет-паша

## Відомі жителі
- Карабашзаде Хюсеййн Ефенді ( Cinci Hoca ) - наставник османського султана Ібрагіма у 17 столітті
- Сафранболулу Ізет Мехмет-паша, Великий візир Османської Республіки 18 століття, на посаді 1794–1798
- Тюркер Іноноглу (р. 1936), продюсер фільмів
- Алі Ґюмюш (1940–2015), президент Комісії з боротьби Міжнародної асоціації спортивної преси (Асоціація Internationale de la Presse Sportive, AIPS), журналіст і автор